# Jean-Louis Pariselle
Jean-Louis Pariselle  fue un escultor francés nacido en Châlons-en-Champagne el 8 de marzo de 1917 y fallecido en Auxerre el 4 de octubre de 2008. Fue alcalde adjunto de Joinville-le-Pont (Val-de-Marne).
Fue alumno en la École Boulle de París.